# Деберць
Дебе́рць (рос. деберц) або добірці́ — картярська гра на взятки. Існують її різновиди в портових чорноморських містах: клабор і белот.

## Історія
Є кілька версій походження гри:
- Вважається, що спочатку деберць був заключним етапом гри в терць, придуманої і поширеною серед каторжників Сахаліну на початку XX століття, згодом виділився в самостійну гру.
- Вважається, що деберць з'явився в 1870-ті роки в селі Кибинці.
- Вважається, що деберць виник у єврейських громадах і був особливо популярний в 1930-х.

Гра не є широковідомою, однак поряд з бурою і фрапом (храпом) є однією з найбільш поширених в середовищі професійних гравців у карти.
Деберць має московський і харківський різновиди, а також варіації, пов'язані, зокрема, зі штрафами і покараннями. Деберць з точки зору правил є однією з ігор зі стабільними і точними правилами у всіх регіонах, а варіації не зачіпають сутності та стратегії гри, як це характерно, наприклад, для різновидів преферансу.
За часів СРСР радянські газети згадували Музиканта — найсильнішого гравця в деберць. Справжнє його ім'я невідомо. Секунданти партнерів Музиканта за ігровим столом запевняли, що його ніколи не викривали на нечесній грі. Вважається, що Музикант ніколи не програвав виключно через феноменальну пам'ять. Зокрема, він приїздив не менше ніж на одну комерційну гру до Харкова.

## Правила гри
У деберць можна грати удвох, утрьох, учотирьох.

### Колода
Для гри використовується колода (від туза до сімки в кожній масті).

### Старшинство карт
(За зростанням)
У некозирній масті: сім, вісім, дев'ять, валет, дама, король, десять, туз.
У козирній масті: сім, вісім, дама, король, десять, туз, дев'ять, валет.

### Ціль гри
У партії, яка складається з кількох здач, першим з гравців набрати 301 очко (короткий деберць) і 501 (довгий деберць) при грі вдвох, втрьох або вчотирьох. Необхідна кількість очок може мати варіанти, так, у деяких регіонах грають до 1001 чи 1002 очок при грі втрьох або вчотирьох.
Існує ігрова конвенція для двох гравців, звана «в один удар». У ній переможець виявляється в одній роздачі (зазвичай ведеться матч до 9-ти очок, з «даве»).

## Процес гри

### Здача і торгівля
Той, хто буде першим, визначається жеребом. Здача в усі наступні розіграші проводиться гравцем, який виграв попередній розіграш. Кожному з гравців здається за годинниковою стрілкою шість карт, традиційно прийнято здавати по три карти. Після здачі відкривається потенційний козир, на який перпендикулярно кладеться залишок колоди. Потім гравець, що сидить зліва від того, хто здає, має право оголосити згоду на гру при козирі, позначеному мастю відкритої карти або відмовитися від гри при такій масті козиря словом «пас». Після пасу гравця таке ж право переходить при грі вдвох до того, хто здає, при грі втрьох — до наступного гравця, а якщо і він відмовиться, то до того, хто здає.
Якщо всі гравці відмовилися грати при відкритому козирі, той, що сидить зліва від того, хто здає, має право оголосити іншу масть козирною або пасувати. При пасі, право оголосити масть переходить до наступного гравця і в разі його відмови — до того, хто здає. Ігри без козиря не існує. Якщо всі гравці відмовилися грати, то карти збираються зі столу і передаються для здачі наступному гравцеві. За попередньої домовленості є версія гри «із зобов'язуванням», де в разі, якщо всі говорять «пас», той, хто здає, обов'язково повинен грати, і перездача не проводиться.
Коли гравець вибрав козир, то кажуть, що він «грає» і вказує в яку масть.
У разі, якщо так чи інакше козир був оголошений, то здає кожному з гравців, (залишаючи відкритою карту, колишню потенційним козирем) ще по три карти, нижню карту колоди, що відкриває і кладе відкритої поверх колоди. Ця карта (іноді звана фрезою) не має жодного значення, крім інформаційного. Це правило стосується гри удвох і втрьох, тому в колоді тільки 32 карти, а при грі вчотирьох прикуп становить лише дві карти і остання карта (призначає початковий козир) дістається тому, хто здає (фреза при грі вчотирьох не відкривається).
Кожен гравець, таким чином, перед початком партії грає дев'ятьма картами (удвох, утрьох) або вісьмома картами (вчотирьох).
Є окреме правило: при грі, оголошеній при козирі масті відкритого при здачі, будь-який гравець, який має козирну сімку, може поміняти її на відкритий на столі козир, як до прикупу, так і після, але до першого ходу в грі (за домовленості — до підйому карт прикупу).
Гравець, у якого чотири сімки (як до прикупу, так і з прикупними картами), має право вимагати перездачі, пред'явивши ці карти в будь-який час до першого ходу в грі.
Після закінчення процесу торгівлі починається процес заявки комбінацій.

### Комбінації і їхня заявка
У класичній грі є три види комбінацій:
- терць: три карти однієї масті поспіль, наприклад 7, 8, 9.
- берці, добірці (копа): чотири карти однієї масті підряд, наприклад, 7, 8, 9, 10.
- белла: козирний мар'яж, тобто козирні дама і король.

При визначенні використовується «звичайний» порядок карт: сім, вісім, дев'ять, десять, валет, дама, король, туз. Тобто, наприклад терцем є туз, король, дама, а не туз, десять, король і тим більше, не валет, дев'ять, туз. Одна і та ж карта не повинна бути в складі різних комбінацій; але карти, що складають беллу, можуть входити в будь-яку іншу комбінацію.
Дозволено не брати участь в торзі, навіть якщо у гравця є комбінації.
Пас, терці та копи оголошуються гравцями по черзі, починаючи з гравця, що сидить зліва від того, хто здає (якщо гравців двоє, то навпаки) до початку гри. Гравець, що оголошує пас, терць або копу, і чия черга підійшла, каже відповідно «пас», «терць» або «копа». Є інші варіанти оголошень комбінацій — 9 карт дозволяють мати максимум три терці, або дві копи, або терць і копу, відповідно гравець і оголошує, наприклад, «два терці». У разі, якщо інші гравці не повідомили про наявність таких комбінацій, починається гра.
Якщо ж інші гравці мають комбінації, то оголошені комбінації йдуть у залік тому або іншому гравцеві по старшинству. Тільки один гравець у партії може зарахувати собі комбінації, причому всі наявні у нього; інші гравці не зараховують нічого.
Правила старшинства такі:
- Будь-яка копа старша за будь-який терць. Це означає, що гравець, у кого на руках є копа, зможе записати за нього собі очки в кінці партії, навіть якщо у іншого гравця на руках три терці. Останні просто не будуть рахуватися.
- У разі рівного розподілу комбінацій перевага у більш старшої комбінації з тими ж картами. Тобто туз, король і дама старше, ніж король, дама і валет. У залік піде перший терць, а другий не принесе його власникові нічого.
- У разі рівного розподілу комбінацій перевага має козирна комбінація.
- У разі, якщо обидві однакові комбінації некозирні, то комбінація буде вважатися оголошеною гравцем за порядком здачі. Наприклад, при грі втрьох гравець сидить після того, хто здає, (А) і наступний за ним (Б) мають однакові некозирні копи. У цьому разі «А» буде вважатися таким, що оголосив копу.
- Комбінація з великим зростанням зараховується навіть в тому разі, якщо у противника на руках кілька комбінацій з меншим зростанням. Наприклад, якщо у гравця «А» на руках два терці з ростом Валет, а у гравця «Б» один терць з ростом Дама, то терць гравця «А» програє.

### Гра
У ході гри гравці беруть взятки. Перший хід робить гравець, що сидить по ліву руку від того, хто здає. На покладену гравцем карту наступний гравець кладе свою карту в масть, при відсутності масті — козир, за відсутності масті і козиря — зносить будь-яку карту. У процесі гри є одна особливість:
- Якщо у наступного гравця є менший козир і більший козир, ніж єдиний або старший козир відкритих карт, то гравець зобов'язаний грати великим козирем;

### Підрахунок очок
Гравці підсумовують очки карт, що містяться в їхніх взятках. Карти оцінюються наступним чином:
- сім, вісім і дев'ять (виключаючи козирну) очок не приносять
- туз — 11 очок
- десять — 10 очок
- король — 4 очка
- дама — 3 очка
- валет (виключаючи козирного) — 2 очка.
- валет козирний — 20 очок
- дев'ять козирна — 14 очок

До очків, що становлять суму карт, додаються бонуси за комбінації і бонус за останню взятку (так званий послід)
- терць — 20 очок (відповідно два терці — 40 очок, три — 60 очок)
- копа — 50 очок (відповідно дві копи — 100 очок)
- белла — 20 очок
- послід (остання взятка) — 10 очок

Очки за терць і копи записуються гравцеві тільки в тому разі, якщо він взяв хоча б одну, нехай і порожню, взятку. Очки за беллу записуються в будь-якому разі (якщо вона була оголошена). Такі моменти бажано обумовлювати до початку гри, бо в деяких версіях правил копа (деберць) записується в будь-якому разі, а на беллу треба обов'язково взяти одну взятку.
Отримані гравцями очки записуються в таблицю.
У кожній здачі гравець, який оголосив козир, зобов'язаний взяти більше очок, ніж суперник при грі вдвох і обидва суперники при грі втрьох. У тому разі, якщо гравець, який оголосив козир, взяв менше очок, ніж суперник, його очки плюсуються до очок суперника, а гравцеві записується так званий байт (байд), що позначається буквою «Б» в таблиці. У разі, якщо гра проходить втрьох, то очки гравця записуються тому з його двох суперників, хто взяв більше очок.
Партія складається з кількох здач. Партія виграється тим гравцем, хто першим набрав 301 очко або при грі втрьох 501 очко.
Партію виграє тільки один гравець (або команда при грі «два на два»).

### Штрафи
У деберці існує правило олівця. Це означає, що гравець, який записує свої очки, відкладає свої карти не змішуючи їх з іншими, і кладе олівець. Його опонент (опоненти) має право перевірити записи. У разі, якщо опонентом буде виявлена помилка, з рахунку того, хто помилився, списується сума помилки, вона ж плюсуються до очок того, хто перевіряв. Цікаво, що традиційно не підлягає покаранню помилка в 100 очок (насправді, гравець має право записати менше очок, ніж він набрав за кон, тобто помилитися можна «безкарно» в менший бік). Однак, якщо очок гравця виявиться менше, ніж у супротивника, буде оголошено байт.

### Запис очок
Очки можуть записуватися спеціальними символами. Це різко збільшує швидкість запису і підрахунку. Існує три основні символи:
- коло — дорівнює 50 очкам
- коло (перекреслене) — дорівнює 100 очкам
- горизонтальна і вертикальна риска (палиця) — дорівнює 20 очкам

## Клабор
Одеський різновид гри відрізняється жорсткішими правилами і називається «клабор». Деякі терміни гри також мають іншу назву, наприклад, «байт» називають «бет» або «болт», козирний валет — «му́сор», козирна дев'ятка — «мане́ла», терць 7, 8, 9 — «піонер».
В Україні офіційні турніри зі спортивного деберця проводить Громадська організація «Федерація деберця України».